# Іван Вазов
Академік Іва́н Ва́зов  (болг. Иван Вазов; 9 липня 1850, Сопот, Османська імперія — 22 вересня 1921, Софія, Болгарія) — болгарський письменник і громадський діяч. Академік БАН. Міністр народної освіти Болгарії (1897—1899).

## Життєпис

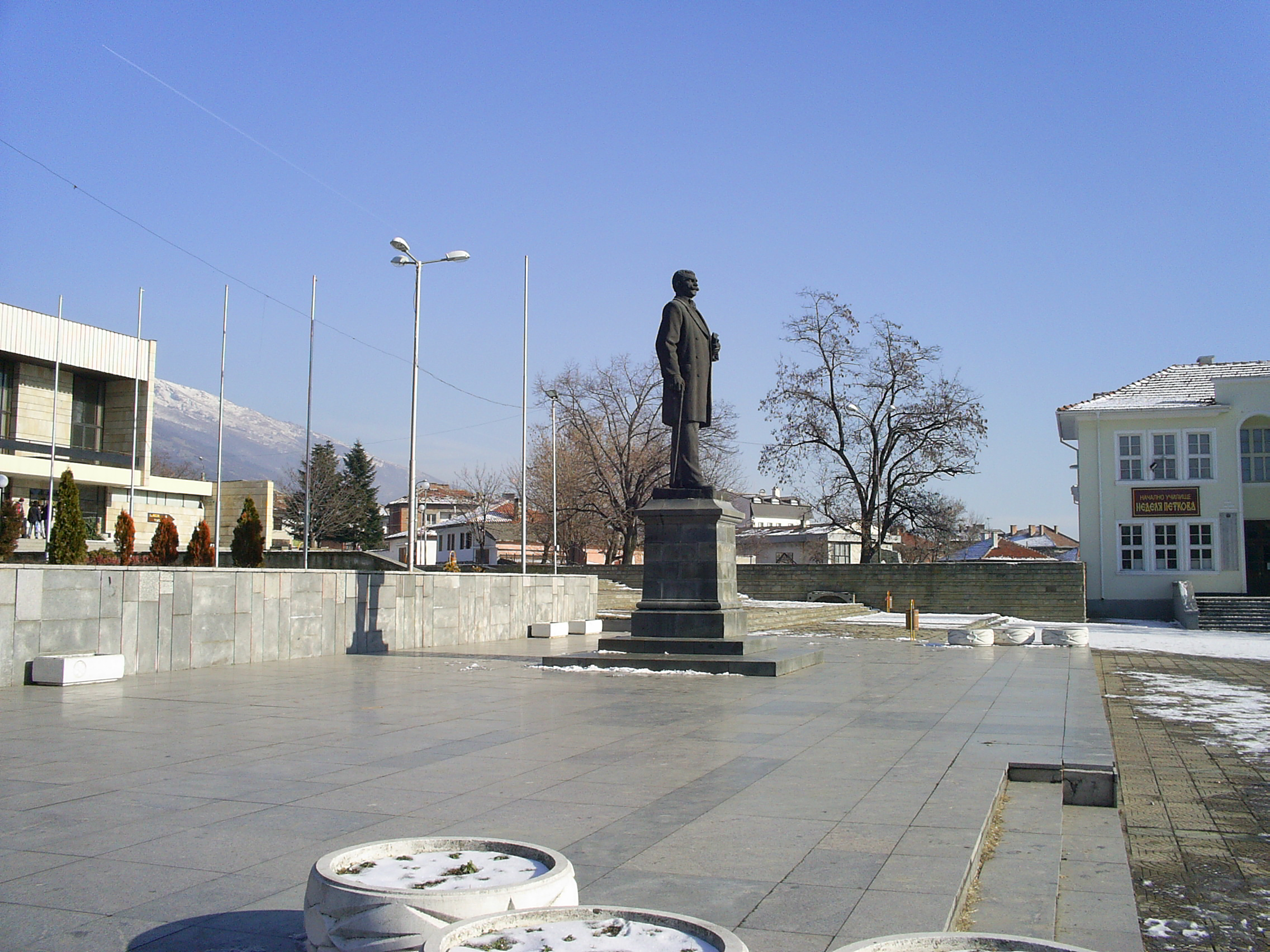
Пам'ятник Івану Вазову у рідному місті Сопот

Навчався у Пловдивській гімназії. 1872–1873 вчителював у Свиленграді.
Учасник національно-визвольного руху. 1876–1877 мешкав у Румунії, де зблизився з політичною еміграцією. Під час російсько-турецької війни 1877—1878 служив у російській армії.
1887–1889  жив в Україні, в Одесі. Емігрувавши до Князівства Болгарія, продовжив активну громадську і літературну діяльність. Автор багатьох поем і поетичних збірок, сповнених національного пафосу. Творчість Вазова у болгарській літературній критиці зараховують до реалізму.

## Вазов і Україна
З творчістю Тараса Шевченка Вазова ознайомив учитель і культурний діяч П. Белчев, який розповів учням про долю українського поета і прочитав уривок з поеми «Катерина». Під враженням від цього твору Вазов пізніше написав поему «Громада» (1880). Певний вплив Шевченка відчувається в поемах «Загорка» (1883), «У царстві самодив» (1884), у поезіях «Іванка» (1878), «Красуня» (1879), «Малина» (1880), «Затужив Бунарджик» (1882), «Пловдив» (1883), «Любену Каравелову» (1884).
Згадки про Тараса Шевченка, які трапляються у літературно-критичних працях Вазова — нотатці про Миколу Костомарова (надрукована у «Зібранні творів» Вазова (том 18, Софія, 1957)), рецензії (1885) на 15-ту книжку «Периодическо списание» («Періодичний журнал»), дорожніх нотатках «Поза Болгарією» (газета «Денница» («Ранкова зоря», 1891)), — свідчать про те, що він добре знав головні віхи життєвого і творчого шляху Шевченка. Український переклад поезії Івана Вазова здійснив Павло Грабовський, яка опублікована у збірці «З чужого поля» в 1895 році.

## Переклади українською мовою
- Грабовський П. З чужого поля. — Львів: Накладом Костя Паньковського, 1895. — С. 100
- Апостол у небезпеці [Архівовано 1 лютого 2014 у Wayback Machine.]
- Від орала до «ура» [Архівовано 27 червня 2020 у Wayback Machine.]
- Він молодий, здоровий, інтелігентний [Архівовано 25 червня 2020 у Wayback Machine.]
- Деліорманська одіссея (укр.)
- Жалоба [Архівовано 26 червня 2020 у Wayback Machine.]
- Мої зустрічі з Любеном Каравеловим [Архівовано 1 лютого 2014 у Wayback Machine.]
- На гірській стежині [Архівовано 10 червня 2016 у Wayback Machine.]
- Недавно (Особисті й історичні спогади про події 1876 року.) [Архівовано 8 червня 2020 у Wayback Machine.]
- Останній день ХХ сторіччя [Архівовано 25 червня 2020 у Wayback Machine.]
- Павле Фертиґ [Архівовано 26 червня 2020 у Wayback Machine.]
- Підпалені снопи (Сцена, якої не описав Тургенєв) [Архівовано 26 червня 2020 у Wayback Machine.]
- Повінь [Архівовано 27 червня 2020 у Wayback Machine.]
- Прислуга [Архівовано 27 червня 2020 у Wayback Machine.]
- У Івана Горбатого (Спогад) [Архівовано 27 червня 2020 у Wayback Machine.]
- Урок [Архівовано 27 червня 2020 у Wayback Machine.]
- Чистий шлях [Архівовано 1 лютого 2014 у Wayback Machine.]
- Вазов Іван. У ярмі. — Харків, 1930
- Вазов Іван. Під ігом. — Київ, 1950
- Вазов Іван. Поезії/З болг. переклав Дмитро Білоус//1973. — Журнал «Всесвіт», ч.5
- Вазов Іван. Поезії/З болг. переклав Дмитро Білоус//1980. — Журнал «Всесвіт», ч.1
- Іван Вазов. Болгарська мова (аудіо)
- Іван Вазов. Відгук скелі (аудіо)
- Іван Вазов. Сопот (аудіо)
- Іван Вазов. Вибрані поезії. Переклад — Дмитро Білоус. Виконання — Василь Білоцерківський (аудіо)